# Judith Könemann
Judith Könemann (* 22. November 1962 in Offenbach am Main) ist eine deutsche römisch-katholische Theologin.

## Leben
Nach ihrer Schulzeit studierte Könemann von 1982 bis 1990 römisch-katholische Theologie, Soziologie und Erziehungswissenschaft an der Universität Tübingen und an der Universität Münster. Von 2005 bis 2009 war sie Direktorin des Schweizerischen Pastoralsoziologischen Instituts  in St. Gallen/Schweiz und Geschäftsführerin der Pastoralplanungskommission der Schweizer Bischofskonferenz.  Könemann ist seit 2009 Professorin am Institut für Katholische Theologie und ihre Didaktik der Universität Münster.

## Werke
- „Ich wünschte, ich wäre gläubig, glaub ich. Zugänge zu Religion und Religiosität in der späten Moderne.“ Leske und Budrich, Opladen 2002. ISBN 978-3-8100-3627-8 (Dissertation)
- Jörg Stolz, Judith Könemann, Mallory Schneuwly Purdie, Thomas Englberger, Michael Krüggeler: Religion und Spiritualität in der Ich-Gesellschaft. Vier Gestalten des (Un-)Glaubens. Beiträge zur Pastoralsoziologie (SPI-Reihe), Band 16 (2014), 281 Seiten, ISBN 978-3-290-20078-7